# 洛里斯科塔湖
洛里斯科塔湖（西班牙語：Laguna Loriscota）是秘鲁东南部普诺大区埃尔科廖省圣罗萨区的一个湖泊。其名称可能源自艾马拉语 lurisa （托托拉苇草的花序），与一条附近的河流 (Loriza) 和湖东北边的一村庄 (Loriza) 有关。